# Pamela Melroy
Pamela Ann Melroy (Palo Alto, 17 september 1961) is een voormalig Amerikaans ruimtevaarder. Melroy haar eerste ruimtevlucht was STS-92 met de spaceshuttle Discovery en vond plaats op 11 oktober 2000. Tijdens de missie werd het Z1 Integrated Truss Segment en de Pressurized Mating Adaptor 3 naar het Internationaal ruimtestation ISS gebracht.,
Melroy maakte deel uit van NASA Astronautengroep 15. Deze groep van 19 ruimtevaarders begon hun training in 1994 en had als bijnaam The Flying Escargot. In totaal heeft Melroy drie ruimtevluchten op haar naam staan, waaronder meerdere missies naar het Internationaal ruimtestation ISS. In 2009 verliet zij NASA en ging zij als astronaut met pensioen. 
Ze werkte na NASA bij Lockheed Martin en de Federal Aviation Administration. Sinds 2013 werkt ze bij DARPA.
Op 16 april 2021 maakte president Biden bekend Melroy te zullen voordragen als Deputy Administrator of NASA, de een na hoogste functie binnen NASA. Op 17 juni 2021 werd haar voordracht unaniem goedgekeurd door de senaat. Op 21 juni werd ze door Administrator Bill Nelson beëdigd.